# فقر دم دياموند-بلاكفان
أنيميا أو فقر دم دياموند-بلاكفان وتعرف أيضاً بفقر دم بلاكفان-دياموند أو عدم التنسج الصرف لكرات الدم الحمراء الوراثي، أو نقص الأرومات ( كرات الدم الحمراء قبل النضج) الحمراء الوراثي (بالإنجليزية: Diamond–Blackfan anemia)‏، وهو واحد من مجموعة الأمراض المسماة بمتلازمات فشل نخاع العظم الموروثة، وهو عيب خلقي في نخاع العظام ينتج عنه نقص تعداد كرات الدم الحمراء. يؤثر فقر دم دياموند-بلاكفان على كرات الدم الحمراء دون باقي مكونات الدم (خلايا الدم البيضاء والصفائح الدموية) وتكون تلك المكونات الأخرى طبيعية في العادة . وبذلك تختلف عن "" متلازمة شواخمان-دياموند "" التي يعاني فيها المريض من نقص خلايا الدم البيضاء، وتختلف أيضاً عن فقر دم فانكوني، التي يعاني فيها المريض من نقص شامل لكل مكونات الدم.
كما يعاني المريض من بعض العيوب الخلقية الأخرى .

## الأعراض
تظهر أعراض فقر الدم على الطفل المصاب غالبا في مرحلة الطفولة، فيعاني من إرهاق وضعف وشحوب.
ويتعرض الأطفال المصابين لمضاعفات خطيرة نتيجة خلل وظيفة نخاع العظم، فهم أكثر عرضة للإصابة بمتلازمة خلل التنسج النقوي وبعض أنواع سرطانات الدم كـابيضاض الدم النقوي الحاد وسرطانات العظام كالساركوما العظمية.
ويعاني تقريبا نصف المرضى من تشوهات جسدية، كصغر حجم الرأس وانخفاض خط منبت الشعر الأمامي، وملامح وجه مميزة كاتساع العينين وتدلي الجفن وصغر حجم الفك السفلي وفلح الشفة والحنك , كما قد يعاني من رقبة قصيرة مكففة وكتف أصغر وفي مستوى أعلى من الطبيعي، وبعض التشوهات في تكوين اليد وغالبا ما يغيب إصبع الإبهام أو يظهر مشوهاً.
ويعاني ثلث المرضى من تأخر النمو وقصر القامة.
وتشمل أعراض فقر دم دياموند-بلاكفان أيضاً بعض المشاكل بالعين كعتامة العدسة (الكاتاراكت) , وارتفاع ضغط العين (الجلوكوما), والحول . كما قد يصاب بعض المرضى باختلالات بالكلى والقلب، وتظهر تشوهات بفتحة مجرى البول في المرضى الذكور.
تتباين حدة فقر دم دياموند-بلاكفان، حتى بين المصابين من الأسرة الواحدة، وقد تم التعرف على نوع (غير تقليدي) من فقر دم دياموند-بلاكفان والذي تظهر أعراضه أقل حدة وفي وقت لاحق من عمر البلوغ.

## التاريخ
لوحظت الحالة لأول مرة عام 1936 بواسطة الطبيبين دياموند وبلاكفان اللذان قاما بوصف فقر دم نقص التنسج الخلقي عام 1938. وقد قدّم دياموند وزملاؤه عام 1961 معلومات مفصلة عن 30 مريضًا لوحظ عليهم تشوهات بالهيكل العظمي، وفي عام 1997 تم تحديد موقع على الكروموسوم 19 يحمل جين متحور في عدد من مرضى فقر دم دياموند-بلاكفان. وفي عام 1999 وجدت علاقة بين مرض فقر دم دياموند-بلاكفان وتحورات في البروتين الريباسيS19 gene (RPS19) في 42 مريض من إجمالي 172 مريض. وفي عام 2001 تم تحديد موقع على الكروموسوم 8 يحمل جين آخر له علاقة بالمرض ، ثم تم التعرف على جينات أخرى تباعاً.

## معدلات الحدوث
يظهر مرض فقر دم دياموند-بلاكفان بمعدل 5-10 مصابين \ مليون طفل
وتسجل حوالي 30 حالة جديدة كل عام بأميريكا وكندا، ويتساوى الذكور والإناث معا في احتمالية الإصابة.

## الوراثة
تشير معظم دراسات التاريخ العائلي للمرضى إلى انتقال المرض بين الأجيال كصفة جسمية سائدة غير مكتملة النفاذية

## التشخيص
يعتمد تشخيص مرض فقر دم دياموند-بلاكفان على تحليل صورة الدم التي تُظهر نقص تعداد الخلايا الشبكية ( كرات الدم الحمراء قبل النضج ) وكبر حجم خلايا الدم الحمراء وارتفاع نسبة الهيموجلوبين الجنيني ونقص مستويات إنزيم نازع-أمين-الأدينوسين بخلايا الدم الحمراء، وعلى نتيجة جزعة نخاع العظم، ويتم تشخيص 20-25 % من المرضى عن طريق الفحوصات الجينية لتحديد التحور الجيني RPS19

## العلاج
يمكن استخدام السترويدات في علاج فقر دم دياموند-بلاكفان . وفي دراسة أجريت على 225 مريض، ظهرت استجابة مبدأية للعلاج بالسترويدات على 82% من المرضى ولكن للأسف ظهرت أيضاً العديد من الآثار الجانبية.

تظل فعالية السترويدات ثابتة على مدار مدة العلاج في كثير من المرضى بينما يتضاءل مفعولها في حالات مرضى آخرين . يحتاج بعض المرضى لنقل الدم بشكل مستمر . وقد تحدث فترات من تراجع الأعراض وخلال هذه الفترات يمكن الاستغناء عن نقل الدم وتعاطي السترويدات.
وكعلاج شافي لحالة فقر دم دياموند-بلاكفان يمكن إجراء زراعة نخاع العظم للمريض لتجنيبه مخاطر تضرر الأعضاء الناتج عن ارتفاع معدلات الحديد بالجسم نتيجة تكرار عملية نقل الدم مع الوضع في الاعتبار مخاطر عملية زراعة نخاع العظم أيضاً.

## مصير المرض
- في الغالب ما تكون فقر الدم حادة وتصاعدية
- نادرا ما قد يحدث تراجع لأعراض المرض تلقائياً.[13]